# Liberty (Kentucky)
Liberty è un comune degli Stati Uniti d'America, situato nello Stato del Kentucky, nella Contea di Casey, della quale è il capoluogo.